# 羊湯

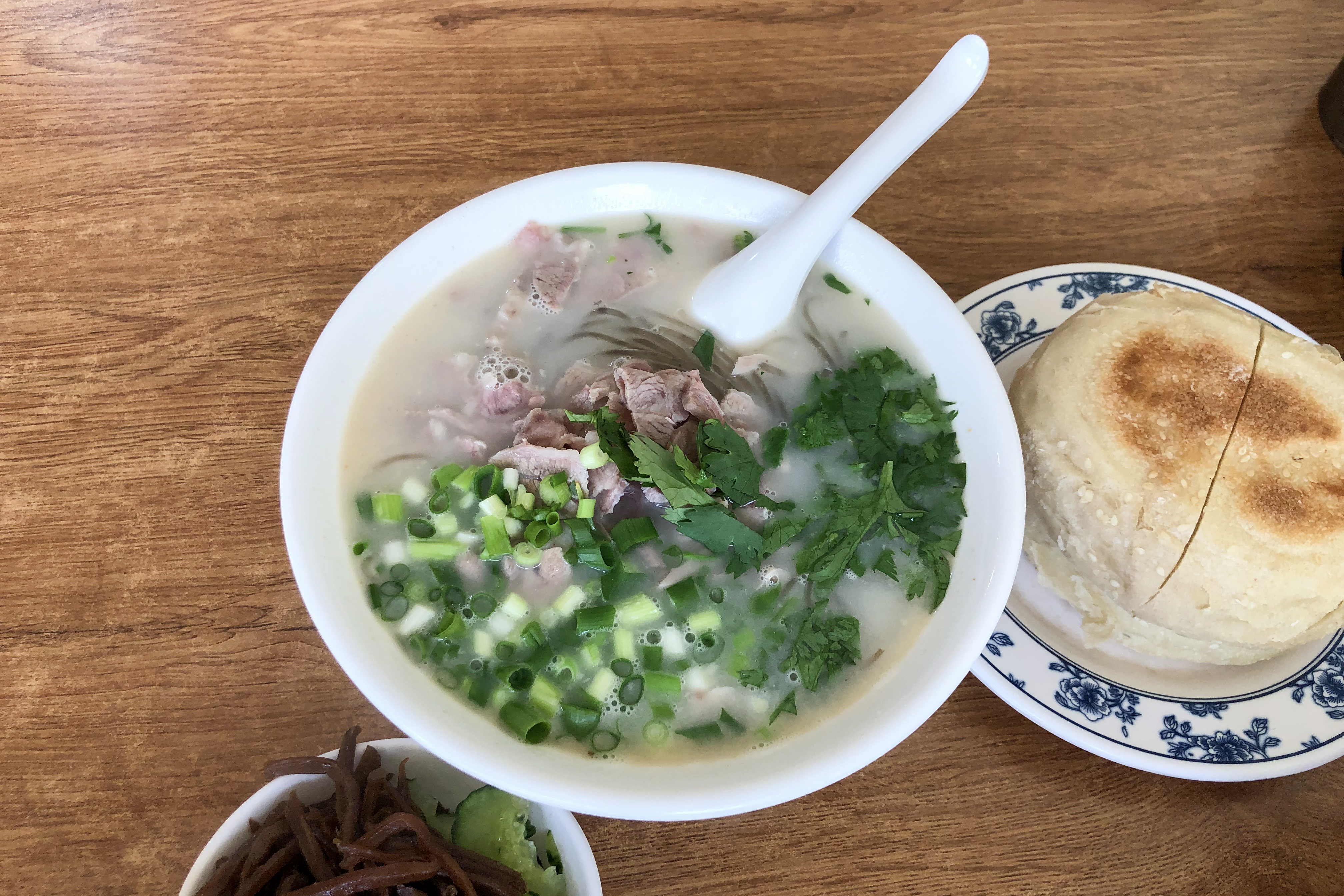
羊湯の例（北京）

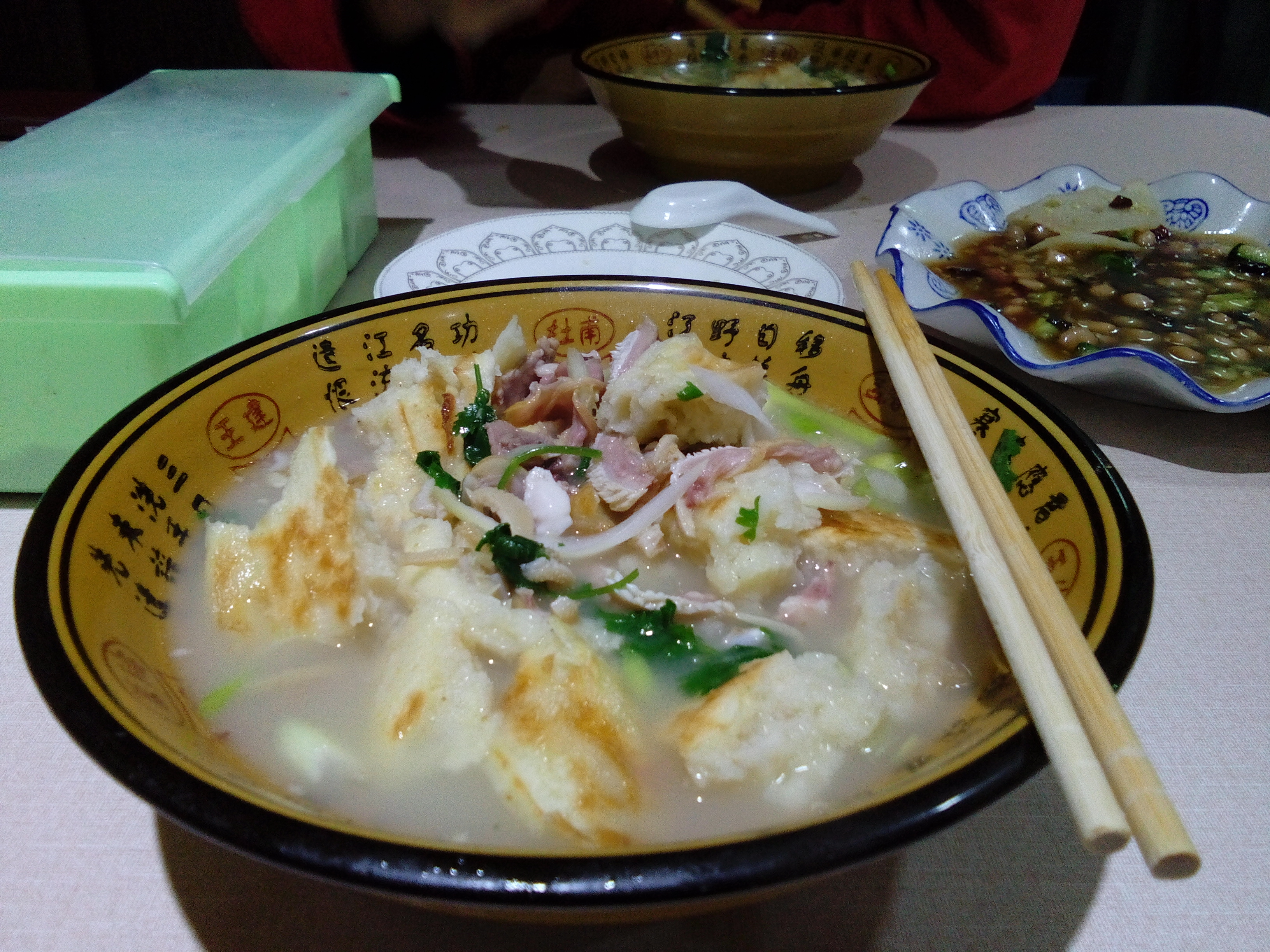
羊湯の例（邢台市）

羊湯（ヤンタン）は中国北部のスープ料理（湯）の1種で、羊の肉または内臓で作られる。
中華人民共和国のどの地方でも親しまれているスープ料理である、家庭料理というより外食で食べる料理である、羊一頭、いろいろな部位を使って仕込むスープであり、栄養価も高い。
香辛料をたくさん使い、塩っぱい味がする。寒い日によく食べられる。
羊の肉のみを使うものを羊肉湯、内臓肉を含めて全てを使うものを全羊湯（ゼンヤンタン）、または羊雑湯（ヤンザータン）と呼ぶ。